# 福岡こども短期大学
福岡こども短期大学（ふくおかこどもたんきだいがく、英語: Fukuoka Junior College for Kindergarten Teachers）は、福岡県太宰府市五条3-11-25に本部を置く日本の私立大学。1975年創立、1975年大学設置。第一保育短期大学時代の通称は一保短（いっぽたん）と呼ばれていた。

## 概観

### 大学全体
- 福岡県太宰府市に所在する日本の私立短期大学で、設置主体は学校法人都築育英学園。
- 1975年に第一保育短期大学として開学。それ以来、保育系のみの単科短大となっており、男女共学である。

### 建学の精神（校訓・理念・学是）
- ホームページほか右記資料も参照のこと[注釈 1]

### 教育および研究
- 福岡こども短期大学は、個性あふれる教育者を育てるというねらいから、「教科」・「幼児教育研究会」・「特別サービスプログラム」・「保育実習・教育実習」の4領域を取り入れているほか、一般教育科目として「礼法マナー」がある。

### 学風および特色
- 福岡こども短期大学は、帰国子女や外国人教育にも力をいれている。
- 教育実習の場となっている附属幼稚園を4つもつ。
- 「こどもの日を祝うつどい」や「七夕まつり」など子どもとのかかわるイベントが盛んに行われている。
- シグマソサエティー会員として世界で認証されている。
- 全学生が、人形劇・演劇・幼児体育・器楽など何らかの幼児教育研究会に所属している。

## 沿革
- 1975年
  - 1月10日 左記を以て文部省[注 1]より短期大学の設置が認可される[注 2]。
  - 4月1日 第一保育短期大学が以下の学科体制にて開学[3]。
    - 幼児教育科 入学定員80名[注 3]

  - 5月1日 学生数[5]/定員
    - 幼児教育科 127[注釈 2]/80
- 1976年
  - 4月1日 幼児教育科の入学定員を80→250に増員[注 4]。
  - 5月1日 学生数[8]/定員
    - 幼児教育科 420[注釈 2]/330
- 1977年
  - 4月1日 保母養成所に指定される[9]。
  - 5月1日 学生数[10]/定員
    - 幼児教育科 801[注釈 2]/500
- 1978年
  - 4月1日 男子学生が初めて入学(下記参照)。
  - 5月1日 学生数[11]/定員
    - 幼児教育科 1180[注釈 3]/500
- 1985年
  - 5月1日 学生数[12]/定員
    - 幼児教育科 1008[注釈 3]/500
- 1986年
  - 5月1日 学生数[13]/定員
    - 幼児教育科 1031[注 5]/500
- 1987年
  - 5月1日 学生数[14]/定員
    - 幼児教育科 1150[注 6]/500
- 1992年
  - 5月1日 学生数[注 7]/定員
    - 幼児教育科 927[注 8]/500
- 1999年
  - 5月1日 学生数[17]/定員
    - 幼児教育科 961[注 9]/500
- 2008年
  - 4月1日 以下、名称変更あり[注 10]。
    - 第一保育短期大学→福岡子ども短期大学
    - 幼児教育科→こども教育学科[注 11]
- 2009年
  - 4月1日 こども教育学科の入学定員を500→350に減員[注 12]。
- 2017年
  - 4月1日 こども教育学科の入学定員を350→300に減員[注 13]。

## 基礎データ

### 所在地
- 福岡県太宰府市五条3-11-25

### 交通アクセス
- 西鉄天神大牟田線二日市駅下車。

### 象徴
- ホームページほか右記資料も参照のこと[注釈 1]。

## 教育および研究

### 組織

#### 学科
- こども教育学科 入学定員300名[25]

##### 取得資格について
- 保育士資格と幼稚園教諭二種免許状が取得できる。2010年度入学生より養護教諭二種免許状も取得できるようになった。

## 学生生活

### 部活動・クラブ活動・サークル活動
- 福岡こども短期大学のクラブ活動
  - 体育系：
  - 文化系：

## 大学関係者と組織

### 大学関係者組織
- 同窓会
- 後援会

### 大学関係者一覧

#### 大学関係者
理事長
- 都築貞枝 - 初代
- 都築泰壽 - 二代
- 都築仁子 - 三代
- 都築明寿香 - 四代

学長
- 都築貞枝 - 二代
- 都築泰壽 - 三代

#### 出身者
- 虹組キララ - お笑い芸人

## 施設

### キャンパス
- 体育館は、初代理事長の名前をとって「都築貞枝記念体育館」と称し、1983年に設置された。
- 「こども劇場」がある。
- 中世のイギリスをイメージされる「イングリッシュガーデン」と称した庭園がある。
- こどもの表現活動の理解と指導技術の学習を実践的に行うことをねらいとした「夢工房」がある。
- 模擬実習の場としての「幼児教育実習室」がある。

### 寮
- 福岡こども短期大学には「紅梅寮」と呼ばれる学生寮がある。

## 対外関係

### 他大学との協定

#### アメリカ
- ハーバード大学

#### イギリス
- オックスフォード大学
- ケンブリッジ大学

#### 韓国
- 慶南大学

### 主な系列校
- 第一薬科大学
- 第一工業大学
- 第一幼児教育短期大学
- 鹿児島第一中学校・高等学校
- 第一薬科大学付属高等学校
- 日本薬科大学
- 横浜薬科大学
- 神戸医療福祉大学
- リンデンホールスクール小学部
- リンデンホールスクール中高学部
- 日本経済大学
- 福岡第一高等学校

## 社会との関わり
- 1993年に日本の短大で初めて「シグマソサエティ」に認証されている。
- 中国やカナダ・ニュージーランドなどの幼稚園・保育所との保育交流が行われている。

## 卒業後の進路について

### 就職について
- 保育士として保育所への就職者が多い。幼稚園への就職者も少ないながらもいる。「附属みやこ幼稚園」や「むろずみ幼稚園」、「せふり幼稚園」に卒業生がいる。

### 編入学･進学実績
- 福岡経済大学、福岡医療福祉大学などがある。

## 附属学校
都築学園グループ内の異なる学校法人傘下にある以下4校の幼稚園・保育園を附属している。福岡こども短期大学と同じ学校法人都築育英学園に属するのは、隣接するだいいち幼稚園・保育園のみである。
- 福岡こども短期大学附属だいいち幼稚園・保育園（同短期大学隣）
- 福岡こども短期大学附属むろずみ幼稚園・保育園（福岡市早良区）
- 福岡こども短期大学附属せふり幼稚園・保育園（福岡市早良区）
- 福岡こども短期大学附属みやこ幼稚園（福岡市南区）